# Leef je leven
Leef je leven is het eerste Nederlandstalige album van BZN. Het werd uitgebracht in 2003 en stond 20 weken in de Album top 100, waarvan de hoogste positie twee weken na binnenkomst werd bereikt (namelijk 6e). Leef je Leven werd met goud beloond. Leef je Leven is de eerste CD waarop de zieke gitarist Dirk van der Horst vervangen werd door John Meijer. Eind 2004 is Dirk overleden.
Van Leef je leven is een single afgehaald, namelijk de zon, de zee. Deze single is uiteindelijk geflopt, en kwam in de Nederlandse Top 40 niet eens aan een tipnotering. Uiteindelijk heeft de single 3 weken in de Mega Top 50, waarbij de eerste week de hoogste notering werd bereikt (20ste).
De special, als promotie van deze cd, werd opgenomen in Nederland. Een aantal nummers werd hierbij met een videoclip voorzien. Zoals de videoclip van Ik laat je los. Dit nummer wordt solo door Carola Smit gezongen.

## Tracklist
1. Alleen [Plat/Veerman/Keizer/Tuijp]
2. Ik wil bij jou zijn [Veerman/Keizer/Tuijp]
3. Ik laat je los [Veerman/Keizer/Tuijp]
4. Ja, dat was jij [Plat/Veerman/Keizer/Tuijp]
5. Die mooie tijd [Veerman/Keizer/Tuijp]
6. Troubadour [Veerman/Keizer/Tuijp]
7. Maar als jij weg wilt gaan [Veerman/Keizer/Tuijp]
8. De zon, de zee [Veerman/Keizer/Tuijp]
9. Mijn platteland [Veerman/Keizer/Tuijp]
10. Leef je leven [Veerman/Keizer/Tuijp]
11. Niets is mooier [Veerman/Keizer/Tuijp]
12. Hou me vast [Veerman/Keizer/Tuijp]